# Stenopelmatus nigrocapitatus
Stenopelmatus nigrocapitatus é uma espécie de insecto da família Stenopelmatidae.
É endémica dos Estados Unidos da América. 